# Гречаный, Василий Моисеевич
Василий Моисеевич Гречаный (1876 — 1971) — рабочий завода «Красный Октябрь», Герой Труда.

## Биография
Родился в 1876 году в посёлке Красный Яр ныне Волгоградской области.
Батрачил на кулаков, затем поступил на завод «ДЮМО» в Царицыне (теперь — завод «Красный Октябрь»).
Член ВКП(б) с 1918 года. Участник Гражданской войны.
Член Центральной контрольной комиссии ВКП(б) (1927—1930).
Умер в 1971 году в Волгограде.
Сын — Александр Васильевич Гречаный, киноактер, лауреат Государственной премии за фильм «В мирные дни». Играл главную роль в фильме-комедии «Когда казаки плачут».

## Награды
- В 1935 году «за выдающуюся и исключительно полезную деятельность в социалистическом строительстве» был удостоен звания Герой Труда.

## Память
- Грамоту Героя Труда получил из рук М. И. Калинина. В настоящее время она хранится в Волгоградском областном краеведческом музее[3].